# 菲施巴豪
菲施巴豪是德国巴伐利亚州的一个市镇。总面积75.82平方公里，总人口5465人，其中男性2726人，女性2739人（2011年12月31日），人口密度72人/平方公里。